# Дьордь Конрад
Дьордь Конрад (угор. Konrád György; 2 квітня 1933, Дебрецен, Угорщина — 13 вересня 2019, Будапешт, Угорщина) — угорський письменник.

## Біографія
Дьордь Конрад народився 2 квітня 1933 року в місті Дебрецен, на сході сучасної Угорщини, в єврейській родині. У 1956 році закінчив Будапештський університет. У 1959 році почав друкуватися.
Автор романів «Важкий день» (угор. A látogató, 1969), «Співучасник» (угор. A cinkos, 1982), «Бал у саду» (угор. Kerti mulatság, 1989). З 1976 по 1989 рік в Угорщині існувала заборона на публікацію творів Конрада Дьордя.
Брав участь в Угорському повстанні 1956 року.
З 1982 по 1984 рік проживав у Берліні.
Дьордь Конрад помер 13 вересня 2019 року після тривалої хвороби.

## Твори
- Konrád György, Szelényi Iván Az értelmiség útja az osztályhatalomhoz, 1978. (Інтелектуали на шляху до класової влади)

## Визнання
- Премія Гердера (1983).
- Європейська премія Шарля Вейонна за есеїстику (1985).
- Премія миру німецьких книготорговців (1991).
- Медаль Гете (2000).
- Міжнародна премія імені Карла Великого (2001).